# 高田・大倉の深夜NIヨイショ
『高田・大倉の深夜NIヨイショ』（たかだ・おおくらのしんやにヨイショ）は、かつてフジテレビの火曜深夜2:35 - 3:05に放送されていたトーク番組である。

## 番組概要
放送作家の高田文夫と大倉利晴の二人がMCとなり、毎週一人のゲストを招きヨイショしまくるというトーク番組。この番組の企画者は杉本高文（明石家さんま）。元々は高田が構成・出演する『ビートたけしのオールナイトニッポン』でビートたけしがラジオを休んだ時にさんまと大倉が急遽呼ばれ三人でトークしたことがあり、後日さんまが街を歩いていた時にリスナーに「この間の深夜ラジオ面白かったですよ」と言われたことから、高田と大倉をテレビの深夜番組に起用してみてはどうかと思い、フジテレビの山縣慎司プロデューサーと構成作家の大岩賞介に企画を提案した。
そして1990年当時のフジテレビ深夜実験枠『TV-PLUS+90』で90分のパイロット版を制作し3月14日に放送。この時のゲストは明石家さんま、夏木ゆたか、森口博子の三人。さんまは最終回にも再度ゲスト出演した。深夜にあまりにもうるさいトーク番組として注目されレギュラー化、1990年4月から9月まで放送され、さらに番組終了後の10月10日にも総集編VTRを見つつ高田と大倉がトークする90分を放送した。レギュラー初回ゲストは和田アキ子。変わった所でフジテレビの三宅恵介ディレクターや横澤彪 (当時) ゼネラルプロデューサーもゲストで呼ばれたことがある。楠田枝里子はゲスト出演した際に、当番組をビデオ録画して毎週チェックするほどの大ファンだと語った。
総集編でのトークで、当番組が『なぜ止めるんだフジテレビ、さよなら深夜NIヨイショ』と雑誌テレビブロスに掲載された際「司会を務める放送作家の高田文夫と他の一名が…」と紹介されていたことで、大倉は「俺の芸名は他一名か」と笑いながら絶叫していた。その後のCM明けで改めて自己紹介した際に大倉のテロップは「他 一名」と表記され、高田が「謎の中国人か」とツッコミを入れていた（「謎の中国人」というフレーズは当番組放送開始される少し前に、さんまと楠田枝里子が司会を務めた『なんだかナ〜!深夜の祭典スペシャル』という「なるほど!ザ・春の祭典」の深夜版に高田・大倉が出演した際に恋人選びのコーナー内で、司会のさんまがやった"謎の中国人 チンポンメン"というキャラクターがあり、高田・大倉の2人がとても気に入った）。
番組初期にシンディという外国人女性アシスタントが出演していた。

## テーマ曲
- ひとりきりのSUNDAY（平松愛理）オープニングとエンディングトークのBGM

## 主なゲスト
- 明石家さんま（パイロット版と最終回）
- 夏木ゆたか（パイロット版）
- 森口博子（パイロット版）
- 和田アキ子
- 関根勤
- 藤村俊二
- 秋野暢子
- 楠田枝里子
- 榊原郁恵
- ゆうゆ
- 松本典子
- 仁藤優子
- 野沢直子
- ラサール石井
- 小堺一機
- 川端健嗣（当時フジテレビアナウンサー）
- 中井美穂（当時フジテレビアナウンサー）
- 平松愛理
- ヨネスケ
- 長江健次
- 松尾伴内
- 三宅恵介（フジテレビディレクター）
- 横澤彪（当時フジテレビゼネラルプロデューサー）

ほか

## 主なスタッフ
- 企画：杉本高文（スタッフロール表記なし）
- 構成：大岩賞介
- ＴＤ：島本健司
- カメラ：花島和弘
- ＶＥ：北井勇作
- 音声：海老澤俊彦
- 照明：須藤直宏
- 音響効果：川嶋明則（OCBプロ）
- 編集：今井克彦（IMAGICA・現 D-Craft）
- ＭＡ：植松厳（IMAGICA）
- 美術制作：重松照英
- デザイン：山本修身
- 美術進行：松沢由之
- 大道具：山田浩次
- 装飾：若井水男
- アクリル装飾：村山敏春
- メイク：田川達郎
- 生花：吉田優子
- スタイリスト：菅原田鶴子
- タイトル：川崎利治
- ＡＤ：竹石康晴
- プロデューサー・ディレクター：山縣慎司
- 制作著作：フジテレビ